# Pogány Janka
Tóth Elekné Pogány Janka, született Pokorny Johanna, névváltozat: T. Pogány Janka (Budapest, 1873. március 30. – Budapest, 1955. november 10.) színésznő. 

## Pályafutása
Szülei Pokorny Alajos postatiszt és Siegl Anna. Tizenötéves korában már a Népszínház színiiskolájának növendéke volt. Az igazgatóság felismerve szép hangját, Erkel Elek által képeztette. 1891-ben Makó Lajos társulatához szerződött Szegedre, 1894-ben Miskolcon, 1896-ban Szabadkán játszott, 1897-től pedig a kecskeméti színház tagja volt. Itt ment férjhez Tóth Elekhez 1898. december 19-én. 1899-től 1902-ig a kecskeméti, illetve erdélyi színházaknál működött, 1902-ben Nagyváradra szerződött és utána állandóan a nagyváradi színház tagja volt 1934-ig. 1922-ben Nagyvárad közönsége férjével, Tóth Elekkel 20 éves nagyváradi működésükért páratlan ünneplésben részesítették.

## Fontosabb színházi szerepei
- Boriska (Gárdonyi Géza: A lámpás)
- Zórika (Lehár Feher: Cigányszerelem)
- Gvendolen (Wilde: Bunbury)
- Iluska (Kacsoh Pongrác: János vitéz)
- Médi (Schubert–Berté: Három a kislány)